# 大白山茶
大白山茶（学名：Camellia albogigas）是山茶科山茶属的植物。生长于海拔200米至250米的地区，一般生长在常绿林中，目前尚未由人工引种栽培。